# Заозерье (деревня, Берёзовикское сельское поселение)
Заозерье — деревня в Окуловском муниципальном районе Новгородской области, относится к Берёзовикскому сельскому поселению.

## Население
В 2002 — 53.
| 2010 | 2012 |
| ---- | ---- |
| 49   | ↘46  |

## Географическое положение
Деревня Заозерье расположена на Валдайской возвышенности, на северном берегу озера Заозерье, в 1 км к югу от ж/д станции «Заозерье», в 5 км к западу от деревни Забродье; в 9 км к северу-востоку от автомобильной трассы Крестцы—Окуловка—Боровичи и озера Перетно; в 13 км к северу от центра сельского поселения — села Берёзовик; и в 13 км к северо-западу от административного центра района — города Окуловка.
На западном берегу озера Заозерье, в 4 км к юго-востоку, находится деревня Дорищи. На восточном берегу озера Заозерье, в истоке реки Перетны из озера, — деревня Снарево. На южном берегу озера Заозерье находится деревня Корытница.

## История
В XV—XVII веках деревня Заозерье относилась к Полищском погосту Деревской пятины Новгородской земли.
В 1460—1470-х, на закате Новгородской республики, деревней владел знатный новгородский боярин Василий Никифоров; в 1480-х — его тесть, знатный московский боярин Василий Захарьевич Ляцкий; а в 1495 — Иван Васильевич Ляцкий.
В 1776—1792, 1802—1918 деревня Заозерье находилась в Крестецком уезде Новгородской губернии. С первой половины XIX века — центр Заозерской волости Крестецкого уезда.
Из описания Заозерской сельской общины 1789 года следует, что крестьяне называли себя «экономическими». Это название отождествляется со словом «государственные». В старину они были подарены своими господами монастырю Варлаама Хуторинского, что в Новгороде; затем отобраны правительством, как они выражаются, «под экономию», отсюда название «экономические». Землей владеют по владенной записи.
До освобождения крестьян деревни Заозерье, Дорищи, Забродье, Наволок, Нездрино, Рашутино, Коржава, Мехновичи, Байва и несколько собственников, откупившихся от своих господ, составляли одно Забродское сельское правление. Забродское, Зацевское  и др. сельские правления составляли Ляховскую волость (Ляховы – деревня с 200 душ).
Заозерье отмечено на картах Крестецкого уезда 1788(64-й, 65-й листы), наполеоновской 1812, столистовой 1816, и Военно-дорожных карт Российской Империи 1829 и 1837. Встречается на специальной карте Западной части России Шуберта 1826—1840, карте Новгородской губернии 1844 годов.
В 1908 в деревне Заозерье было 46 дворов и 78 домов с населением 261 человек. Имелись часовня, волостное правление и мелкая лавка.
В 1918 центр Заозерской волости перемещён в Окуловку, а сама Заозерская волость — в образованный Маловишерский уезд Новгородской губернии. Образован Забродский сельсовет с центром в Забродье, включивший также деревни Дорищи, Заозерье, Мошниково, Борок. В 1924 Заозерская волость переименована в Окуловскую.
В 1927—1963 Забродский сельсовет находился в Окуловском районе. В 1963 Забродский сельсовет упразднён. В 1963—1965 Заозерье — в Варгусовком сельсовете Окуловского сельского района. В 1965 Заозерье и деревни бывшего Забродского сельсовета вошли во вновь образованный Берёзовикский сельсовет вновь образованного Окуловского района.

## Транспорт
Ближайшая железнодорожная платформа «Заозерье» находится в 1 км к северу от деревни.